# Big Southern Butte
Il Big Southern Butte è il più grande e il più giovane (con un'età di 300.000 anni) di tre domi riolitici formatisi in oltre un milione di anni presso la parte centrale della pianura del fiume Snake orientale nello stato USA dell'Idaho. Infatti, è uno dei più grandi domi vulcanici sulla Terra. Rispetto alla pianura di roccia lavica nella Contea di Butte meridionale, a est del Monumento e Riserva Nazionale Craters of the Moon, si eleva verticalmente di circa 750 m (2500 ft).
Il Big Southern Butte consiste in due domi lavici, uniti insieme a formare un unico rilievo, con un diametro di base di 6,5 km (4,0 miglia) ed un volume combinato di circa 8 km³ (1,9 miglia cubiche).